# 170909 Bobmasterson
170909 Bobmasterson este o planetă minoră (asteroid) din centura de asteroizi. A fost descoperită pe 12 decembrie 2004 la Piszkéstetői Obszervatórium⁠(d) de Krisztián Sárneczky⁠(d). 
Obiectul prezintă o orbită caracterizată de o semiaxă mare de 2,2676568262445 UAi, o excentricitate de 0,06, o înclinație de 5,7 ° în raport cu ecliptica.